# Leidse Harmoniekapel
De Leidse Harmoniekapel is een in 1949 opgericht harmonieorkest in de Nederlandse stad Leiden. Het is voortgekomen uit een aantal rooms-katholieke muziekgezelschappen met een oorsprong in 1902. Het predicaat 'Rooms-Katholiek' is in 1976 komen te vervallen.
De muziekvereniging Leidse Harmoniekapel is een podiumorkest dat een gevarieerd repertoire aan klassieke en moderne werken speelt maar ook bijzondere, originele of zelden uitgevoerde composities wil spelen en zo wil bijdragen aan de herontdekking en herwaardering van werken voor harmonieorkest.
Sinds april 2012 opereert het orkest onder de namen Leids Harmonie Orkest en Leids Harmonieorkest .

## Dirigenten
| Van           | Tot       | Naam dirigent          |
| ------------- | --------- | ---------------------- |
| februari 2007 | juni 2012 | Hendrik Jan Brethouwer |